# The Wild Rover

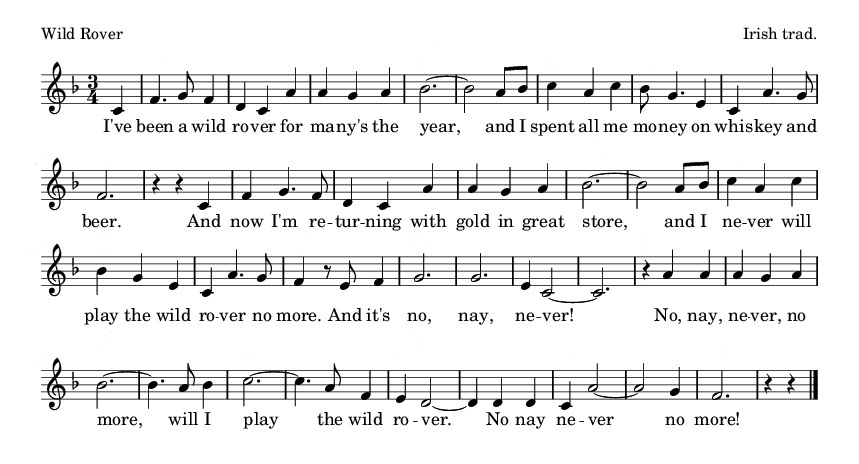
Partition.

The Wild Rover, Le Vagabond sauvage, est une ballade irlandaise très populaire. Cette chanson est généralement considérée comme une chanson à boire, et comme beaucoup de chansons irlandaises, elle devint très populaire en Écosse et en Angleterre.
En Grande-Bretagne, la chanson est particulièrement populaire chez les supporters sportifs et a été adoptée comme base de beaucoup de chants pour le football. Cette chanson est incontournable des concerts musicaux dans les pubs irlandais.

## Paroles
I have been a wild rover for many's a year
And I spent all mi' money on whiskey and beer
But now I'm returning with gold in great store
And I never will play The Wild Rover no more.
And it's no, nay never
No nay never no more
Will I play The Wild Rover
No, never, no more
I went into an Ale House I used to frequent
And I told the landlady my money was spent
I asked her for credit she answered me "nay"
"Such a custom like yours I can have any day"
Well load of mi' pocket, I took sovereigns brights
And the landlady's eyes opened wide with delight
She said "I have whiskey and wines of the best
and the words that I spoke, they were only in jest."
I'll go home to mi' parents, confess what I've done
And I'll ask them to pardon their prodigal son
And if they'll caress me as often time before
Then I never will play The Wild Rover no more

## Traduction
J'ai été un vagabond sauvage pendant longtemps
Et je dépensais tout mon argent en whisky et en bière
Mais maintenant je reviens avec beaucoup d'or
Et plus jamais je ne jouerai au vagabond sauvage
Refrain :
Non, jamais, plus jamais
Non, jamais, plus jamais, plus du tout
Je ne jouerai au vagabond sauvage
Non jamais, plus jamais
Je suis allé dans une taverne que j'avais l'habitude de fréquenter
Et j'ai dit à la patronne que mon argent était dépensé
Je lui ai demandé de me faire crédit, elle m'a répondu : « jamais !
Des clients comme vous, je pourrais en avoir n'importe quand. »
Refrain
Bien ma poche remplie, j'en pris des souverains brillants
Et les yeux de la patronne se sont ouverts avec grand plaisir
Elle m'a dit « j'ai du whisky et des vins parmi les meilleurs ;
Et ce que je vous ai dit n'était que plaisanterie. »
Refrain
Je vais rentrer chez mes parents pour confesser ce que j'ai fait
Et je leur demanderai de pardonner leur fils prodigue
Et quand ils m'auront embrassé comme avant
Alors plus jamais je ne jouerai au vagabond sauvage
Refrain (bis)

## Reprises
Cette chanson a été enregistrée, reprise ou adaptée par différents groupes :
- The Booze Brothers
- The Clancy Brothers
- The Mahones
- Orthodox Celts
- Hamish Imlach, a cappella lors d'un concert
- Larry Mullen Jr. et U2, a cappella lors d'un concert
- Cruachan
- The Dubliners
- The Pogues
- Dropkick Murphys
- Soldat Louis
- Stiff Little Fingers
- Týr
- No Mails
- Les Borrachoz
- Grand Jojo, avec le titre "la mer du nord"
- Frank Mackey and the Keltic Cowboys
- The Irish Descendants
- Four to the Bar, sur leur album Craic on the Road, enregistré face au public, dans un medley Black Velvet/The Wild Rover/Galway Shawl/
- Gilles Servat sur son album Ailes et îles
- Le Naheulband
- Les black tartan clan
- John Wright
- Alexy Golonka
- Finsterforst
- The High Kings
- Blood of the Green

Cette chanson est également présente dans le Folklore étudiant en Belgique et se retrouve notamment dans le chansonnier Le Bitu Magnifique.